# Oboetete ii yo/DuDiDuWa*lalala
Oboetete ii yo/DuDiDuWa*lalala (覚えてていいよ/DuDiDuWa*lalala) é o primeiro single lançado pela cantora japonesa Kotoko no dia 11 de agosto de 2004, produzido pela I've Sound e sobre o selo da Geneon Entertainment. "DuDiDuWa*lalala" foi usada como encerramento para o anime Mahou Shoujo Tai Arusu. O single chegou a 15ª posição no ranking semanal da Oricon, permanecendo lá durante sete semanas.
Adesivos de Mahou Shoujo Tai Arusu foram anexados na edição limitada do single. "Oboetete ii yo" foi adicionada em seu segundo CD, Garasu no Kaze.

## Músicas
1. 覚えてていいよ / Oboetete Ii yo—4:11
Composição: Tomoyuki Nakazawa
Arranjo: Tomoyuki Nakazawa
Letra: Kotoko
2. DuDiDuWa*lalala—5:17
Composição: Atsuhiko Nakatsubo, Kotoko
Arranjo: Atsuhiko Nakatsubo
Letra: Kotoko
Nessa faixa foi utilizado o instrumental da música Danúbio Azul, de Johann Strauss.
3. 覚えてていいよ / Oboetete Ii yo (Karaoke) -- 4:10
4. DuDiDuWa*lalala (Karaoke) - 5:17